# سرايا الجهاد
سرايا الجهاد أو باسم الحشد الشعبي لواء 17 هي جماعة مسلحة شيعية عراقية والجناح العسكري لحركة الجهاد والبناء، تعمل في العراق وسوريا تحت قيادة الحشد الشعبي. مقربة من لواء المنتظر.
في مارس 2015، نقلت بعض وسائل الإعلام خبرا حول مشادة كلامية وقعت بين عدد من عناصر سرايا الجهاد وعدد من عناصر سرايا السلام قرب مرقعد الإمامين العسكريين وسط قضاء سامراء جنوبي محافظة صلاح الدين، لكن سرايا الجهاد نفت هذا الأمر.

## وصلات خارجية
- الموقع الرسمي